# فردیناند یکم، امپراتور اتریش-مجارستان
فردیناند یکم (آلمانی: Ferdinand I؛ مجاری: V. Ferdinánd؛ زادهٔ ۱۹ آوریل ۱۷۹۳-درگذشته ۲۹ ژوئن ۱۸۷۵) امپراتور اتریش و رئیس کنفدراسیون آلمان و با عنوان فردیناند پنجم پادشاه مجارستان و بوهم بود. او از زمان مرگ پدرش فرانتس دوم، امپراتور اتریش تا انقلاب‌های ۱۸۴۸ بر قدرت بود. فردیناند که گرفتار بیماری صرع بود، دارای توانایی بسنده برای حکمروانی نبود. با این وجود ولیعهدی‌اش با حکم فرانتس دوم، نه فقط به اصرار کلمنس مترنیخ که طبیعتاً یک امپراتور با شخصیتی ضعیف را می‌پسندید، که بر این اعتقاد استوار بود که مشروعیت تنها از راه اصل و نسب و نه توانایی‌های شخصی حاصل می‌شود.

## امپراتوری

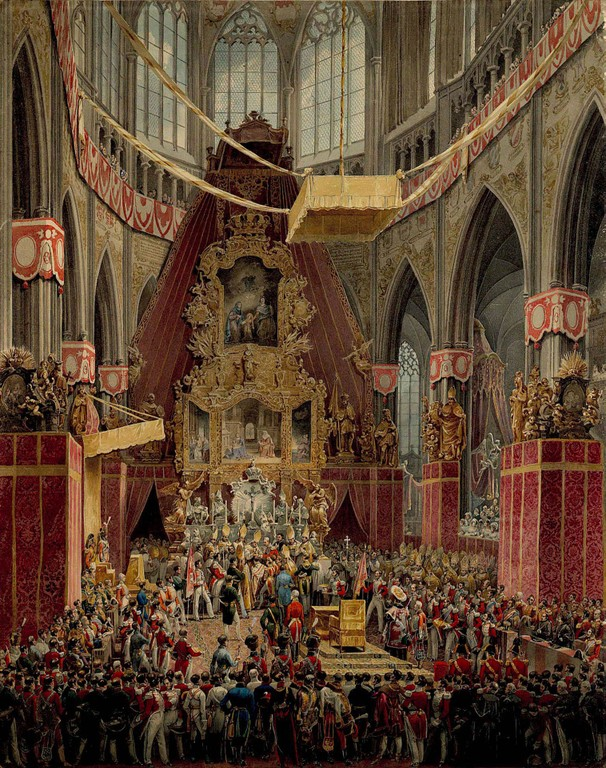
تاجگذاری امپراتور فردیناند اول در کلیسای جامع پراگ در سال ۱۸۳۶.

پس از مرگ پدرش در سال ۱۸۳۵ به عنوان امپراتور جدید بر تخت نشست ولی برای جبران کاستی‌ها، شورایی حکومتی در مسائل ضروری به او کمک و مشاوره می‌داد. این شورا به ریاست آرشیدوک لودویک عموی امپراتور اداره می‌شد. اعضای دیگر شورا: آرشیدوک فرانتس کارل برادر امپراتور، کلمنس مترنیخ صدراعظم و فرانتس آنتون وزیر شورا و دولت بودند. از دیگر افراد با نفوذ دربار می‌توان به آرشیدوشِس سوفی مادر امپراتور آینده فرانتس یوزف اشاره کرد که به دلیل قدرت سیاسی‌اش به او لقب «تنها مرد دربار» داده‌بوند. فردیناند در ۲ دسامبر ۱۸۴۸ در زمان انقلاب از قدرت کناره‌گیری کرد و تا زمان مرگ در پراگ به‌سر برد.